# 维里约
维里约（法語：Virieu，法語發音：[viʁjø]），亦称布爾布爾河畔维里约（Virieu-sur-Bourbre，[viʁjø syʁ buʁbʁ]），是法国伊泽尔省的一个旧市镇，属于拉图尔迪潘区。2019年，维里约与市镇帕尼萨日合并为新市镇瓦勒德维里约，新市镇行政中心位于维里约。

## 地理
维里约（45°29'8"N, 5°28'32"E）面积11.38 平方千米，位于法国奥弗涅-罗讷-阿尔卑斯大区伊泽尔省，该省份为法国东南部内陆省份，北起顺时针与安省、萨瓦省、上阿尔卑斯省、德龙省、阿尔代什省、卢瓦尔省和罗讷省。
与维里约接壤的市镇（或旧市镇、城区）包括：布朗丹、比尔桑、沙邦、谢略、奥约、帕尼萨日、勒潘、瓦朗科涅。

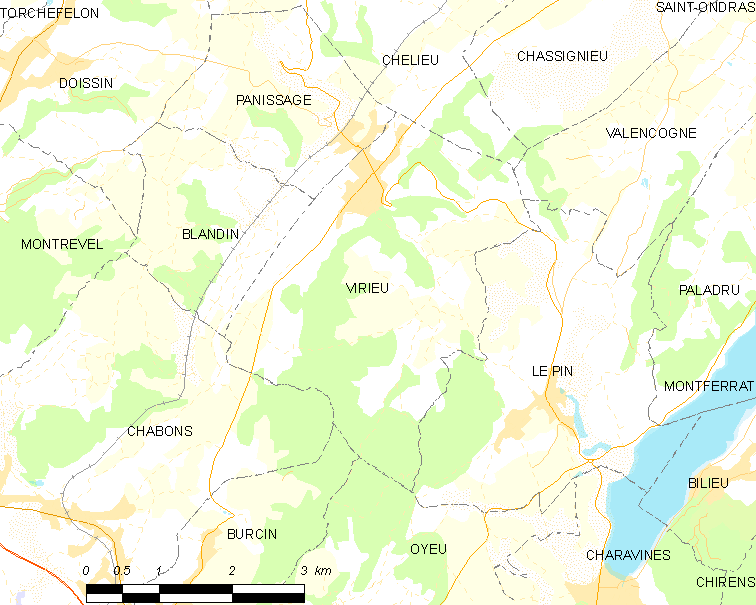
维里约的OSM定位图

维里约的时区为UTC+01:00、UTC+02:00（夏令时）。

## 行政
维里约的邮政编码为38730，INSEE市镇编码为38560。

## 政治
维里约所属的省级选区为大朗斯县。

## 人口

1962-2008年间维里约人口变化图示

维里约于2018年1月1日时的人口数量为1092人。